# Кавкаска јела
Кавкаска јела (лат. Abies nordmanniana (Stev.) Spach. – по презимену финског ботаничара, зоолога, палеонтолога, Александра Давидовича фон Нордмана, а не, како се погрешно мисли, по Нормандији, је високо четинарско дрво из рода јела.

## Распрострањеност
Самоникла је на западном Кавказу и у Јерменији, на 800 – 2.000 м н.в. где најчешће образује чисте састојине.

## Опис врсте
Кавкаска јела је импозантно дрво које може израсти више 25-30 м, а на Кавказу и до 60 м са пречником дебла од 1,5-2 м. Крошња млађих и средњодобних јединки је пирамидална, касније нешто затупаста. Гране развија и у доњем делу стабла. Кора дебла је сива, са плитким пукотинама. Младе гранчице су сиве, глатке и маљаве.
Четине су дуге 2-3 цм, при врху округласте и мало урезане. Пљоснате су, тамнозелене, с лица сјајне, с наличја са две сребрнастобеле пруге стома. Збијене су на гранчици, у горњем делу обавијају је целу, врхова уперених према терминалном пупољку. У доњем делу гранчице су чешљасто раздељене.
Шишарице су усправне, седеће, ваљкастог облика. Могу бити дуге и више од 15 цм. Љубичастосмеђе су боје и врло смоласте.
- Кора одраслог стабла.
- Четине с лица.
- Четине с наличја.
- Младе четине у пролеће.

## Услови станишта
Кавкаска јела је брзорастућа врста. Прираст сачува чак и у дубокој старости. Може доживети више од 500 година.
Највише јој одговара сенка, али добро расте и на осветљеним положајима. Расте на различитим земљиштима, али избегава екстремно сува и екстремно влажна. Коренов систем је тањираст, али су бочни коренови моћно развијени, што кавкаску јелу чини отпорном на ветар. Умерено је отпорна на мраз, нарочито на касни пролећни, јер пупољке потера касније у пролеће. Може да издржи ниске температуре до -20 (-25 °C). Отпорнија је на сушу од других јела. Показало се да релативно добро подноси градске услове, далеко боље него на пример наша домаћа јела (Abies alba ).

## Значај у озелењавању
Кавкаска јела је веома декоративна врста због своје пирамидалне крошње и тамнозелене боје четина. Најефектнија је као солитерно стабло, када јој се крошња спушта до земље. Такође је врло ефектна и у групама, а може да се сади и у шума-парковима.

## Варијетети и форме
Постоје бројни култивари који се узгајају на зеленим површинама, а важнији су:
- Abies nordmanniana ‘Aurea’ – четине златножуте боје.
- Abies nordmanniana ‘Aureospicata’ – четине златножуте у горњој трећини.
- Abies nordmanniana ‘Brefifolia’ – патуљаста форма. Четине краће, шире и стоје дворедно.
- Abies nordmanniana ‘Erecta’ – Гране уперене ка врху.
- Abies nordmanniana ‘Pendula’ – гране повијене.

Гаје се и хибриди добијени укрштањем кавкаске и шпанске јеле (Abies pinsapo)